# Рахіль Баумволь
Рахіль Баумволь (інакше — Рохл Боймвол, івр. רחל בוימוול‎; 4 березня 1914, Одеса — 16 червня 2000, Єрусалим) — ізраїльська поетеса, мовознавиця, перекладачка, авторка численних дитячих книг, писала на їдиші та російською.
Було мені постійною перепоною
Моє древнє ім'я Рахіль.

І з серйозністю тверезою
Мені радили друзі
Стати Раїсою чи Розою.

Та на книгах, моїх творіннях, 
Обкладинок рушачи стиль, 
Красувалося, тим не менш, 
Моє повне ім'я Рахіль…

## Біографія
Рахіль Баумволь народилася в Одесі, під час Першої світової війни. Її батько Ієгуда-Лейба Баумволь був відомим єврейським драматургом і засновником єврейського професійного театру. У 1920 році під час переїзду трупи театру з Києва до Одеси, унаслідок погрому, його було вбито, після чого Рахіль з матір'ю переїхали до Москви.
Навчалась у другому МДУ на єврейському відділі літературного факультету, закінчувала навчання разом з поетом Зеновієм Телесіним, з яким одружилась. Згодом з ним за направленням переїхала до Мінська, де жили й працювали їхні друзі, поети Моше Кульбак і Еля Каган.
Моше Кульбака розстріляно як ворога народу в 1937 році. Дивом урятований зі сталінських катівень Еля Каган загинув під час визволення Білорусі.
На початку літа 1941 року, Рахіль Баумволь приїжджає до Москви навідати матір, де їх застає Друга світова війна. Зеновій Телесін іде на фронт, а Рахіль з родиною матері евакуйовано в Ташкент.
Після закінчення Другої світової вони повертаються до Москви.
Тяжко пережила смерть чоловіка у 1996 році.
Останні роки життя Рахіль Баумволь були важкими, говорила вона майже нечутно і не завжди розбірливо. Майже немічна, з постійними болями та проблемами з диханням і слухом, з важкістю пересувалась квартирою. Незважаючи на це, поетеса писала й видавалася до останніх днів життя.
Померла Рахіль Баумволь 16 червня 2000 року в Єрусалимі.

## Літературна діяльність
До 1947 року видавала свої твори на їдиш. Через розпочату антисемітську кампанію у Москві припинило роботу єврейське видавництво «Дер Емес» («Правда»), з яким працювала авторка.
…Література на їдиш перестала виходити, та й російською друкуватися письменникам євреям стало майже неможливо. Я стала писати для дітей, а також перекладати. Від літератури ми з чоловіком не відійшли, і, гадаю, це нас врятувало морально. Ми голодували, але коли писали, про все на світі забували. Знайшлися хороші люди, які давали «негритянську» роботу… Кожен день когось із єврейських письменників, та й не тільки єврейських, відвозив «чорний ворон». Кожен день ми очікували арешту…— 
У 1947 році портрет Рахіль Баумволь написав Роберт Фальк. Цей живописний твір зберігається в Третьяковській галереї.
Не маючи можливості друкуватись рідною мовою, Баумволь починає писати, перекладатись, а згодом і друкуватись російською. Одна за одною починають виходити її дитячі книжки, та переклади з їдиш російською.
У 1971 році разом з чоловіком подала документи на виїзд до Ізраїлю, через що їх обох негайно було виключено зі спілки письменників СРСР, а в секретному наказі начальника Головного управління з охорони державних таємниць у друкованих виданнях (цензурне відомство), випущеному з грифом «ДСК» («для службового користування»), оголосили, що віднині книги Рахіль Баумволь потрібно вилучити з продажу, а також з усіх бібліотек СРСР.
Раніше до Ізраїлю емігрував син-математик Баумволь Юліус, якого за активне розповсюдження дисидентських листів і заяв називали «королем самвидаву».
Живучи в Ізраїлі, Рахіль Баумволь і Зеновій Телесін здобули професійне визнання, Рахіль і далі писала на їдиш. Її книги виходили на їдиш, івриті та російською.
Книги Рахіль Баумволь видають і дотепер у США, Ізраїлі, Росії та країнах Євросоюзу.